# World Games 2025/Teilnehmer (Jamaika)
| Gelbes Symbol für Goldmedaillen mit stilisierten Olympischen Ringen | Graues Symbol für Silbermedaillen mit stilisierten Olympischen Ringen | Braundes Symbol für Bronzemedaillen mit stilisierten Olympischen Ringen |
| ------------------------------------------------------------------- | --------------------------------------------------------------------- | ----------------------------------------------------------------------- |
| —                                                                   | —                                                                     | —                                                                       |

Jamaika nahm an den World Games 2025 mit einem Athleten teil.

## Teilnehmer nach Sportarten

### Sambo
| Athleten          | Wettbewerb         | Viertelfinale       | Viertelfinale | Halbfinale    | Halbfinale    | Finale/Platz 3 | Finale/Platz 3 | Rang |
| Athleten          | Wettbewerb         | Gegner              | Ergebnis      | Gegner        | Ergebnis      | Gegner         | Ergebnis       | Rang |
| ----------------- | ------------------ | ------------------- | ------------- | ------------- | ------------- | -------------- | -------------- | ---- |
| Frauen            |                    |                     |               |               |               |                |                |      |
| Matthew Colquhoun | Superschwergewicht | Abusupjan Alichanow | 1:9           | ausgeschieden | ausgeschieden | ausgeschieden  | ausgeschieden  | 5    |